# Schilbe mystus
Schilbe mystus е вид лъчеперка от семейство Schilbeidae. Видът не е застрашен от изчезване.

## Разпространение и местообитание
Разпространен е в Ангола, Бенин, Буркина Фасо, Гана, Гвинея, Гвинея-Бисау, Демократична република Конго, Египет, Етиопия, Замбия, Камерун, Кот д'Ивоар, Либерия, Мавритания, Мали, Нигер, Нигерия, Сенегал, Сиера Леоне, Того, Уганда, Централноафриканска република и Чад. Внесен е в Република Конго.
Обитава наводнени райони, места с песъчлива почва, езера, блата, мочурища и тресавища. Среща се на дълбочина от 4 до 69 m.

## Описание
На дължина достигат до 35 cm, а теглото им е максимум 250 g.
Продължителността им на живот е около 7 години.